# Celestiial
Celestiial ist eine 2004 gegründete Funeral-Doom-Band.

## Geschichte
Der in Minnesota lebende Tanner Reed Anderson gründete Celestiial 2004 als Soloprojekt. Als Gründungsphase benennt er die Zeit der Aufnahme des Demos Ashen. Dabei beschreibt er die Intention zu dem Projekt als kreieren und festhalten einer Atmosphäre, die er selbst aufnehmen und hören wollte, ohne klare Entscheidung damit eine Band zu begründen. Den Projektnamen wählte er in dieser Zeit, um damit auf etwas außerweltliches und transzendentales hinzuweisen. Nach der Produktion von Ashen verschickte Anderson circa sechs Exemplare des Demos. Als einziger Empfänger mit Bezug zu einem Musiklabel erhielt Marty Rytkonen von Bindrune Recordings ein Exemplar des Demos. Dieser bot Andersen anschließend einen Vertrag für Celestiial an. Das 2006 über Bindrune Recordings erschienene Album Desolate North war das erste Produkt dieser Kooperation. Das Album enthielt die für Ashen komponierten sowie drei weitere Stücke. Desolate North wurde für das Webzine Doom-Metal.com als „Qualitätsmaterial“, das „sehr zu empfehlen“ sei, lobend und für Allmusic als Album, das „viel schlimmer, aber auch viel besser sein könnte“, kritisch besprochen. 2008 erschien eine Split-EP mit Blood of the Black Owl Odile Aurora Strik beschrieb, als Oscar Strik, die EP für Doom-Metal.com als „eine feine Kostprobe Doom Metal der US-Avantgarde.“ Im Jahr 2010 folgte mit Where Life Springs Eternal das zweite Studioalbum, das erneut über Bindrune Recordings erschien. Anderson hatte das Projekt hierzu um den Agalloch-Bassisten Jason William Walton und den Schlagzeuger der Noise-Rock-Band Squid Fist Timothy Glenn zu einem Trio ausgebaut. Die internationale Rezeption fiel zurückhaltend bis negativ aus. Harte Kritiken betitelten das Album als „Rohstoffverschwendung“ und „Schrott“. Andere lobten die Musik grenzten die möglichen Adressaten ein. So sei das Album generell „Interessant“ oder „Interessant […] für Leute, die sich in diesem Genre ohnehin zuhause fühlen“, „nicht jedermanns Tasse Tee“ und „nicht leicht zu erschließen“. In einer für Metal.de verfassten Rezension wurde gar eine Ungewissheit ob Where Life Springs Eternal eine „Offenbarung in Sachen Funeral Doom [sei] oder nur ein weiteres langatmiges und langweiliges Durchschnittswerk dieses Genres“ benannt.

## Konzept
Anderson beschreibt Celestiial als Konzeptband. Musik und Text sind eng mit seiner neopaganistischen Überzeugung verbunden. Die Musik sei zum Teil Eskapismus, zum Teil „romantisiertes Heidentum mit sehr realen heidnischen Werten.“ Dabei sei die Musik nicht „für jedermann unverständlich ist oder etwas Pompöses.“ Celestiial sei gerade im Hinblick auf die konzeptionelle neopaganistische Ausrichtung  nicht von ihm als Person zu trennen. Entsprechend lagen die Anfänge des Projektes im Produzieren einer meditativen und transzendentalen Atmosphäre. Auch in Rezensionen wird die Musik gelegentlich als Spirituell, Meditativ, Rituell und Transzendental beschrieben.

## Stil
Das Webzine Doom-Metal.com beschreibt die von Celestiial gespielte Musik als „formlosen und chaotischen Funeral Doom, der vom Puls der Natur erfüllt ist.“ So sei die Musik „langsam, trostlos und atmosphärisch“, zugleich sei sie „manchmal nur Noise“, aber „intensiv und merkwürdig spirituell.“ Zum einordnenden Vergleich wird auf Krief de Soli verwiesen. Eduardo Rivadavia verweist für Allmusic auf Earth, Disembowelment sowie Evoken und bezeichnet die Musik als Ambient Funeral Doom. In Rezensionen wird hinzukommend auf diverse Vertreter des Funeral Doom verwiesen. Darunter Interpreten wie Until Death Overtakes Me, Blood of the Black Owl, Longing for Dawn, Arcana Coelestia, Hierophant, Catacombs, Tyranny, Thergothon, Nortt und Dictator.
Dan Lawrence beschreibt die Musik für einen Genreüberblick des Musikdownload-Anbieters Bandcamp als „immer kurz davor, sich entweder in Neofolk oder in reinem Ambient aufzulösen.“
Die Band präsentiere „tiefe meditative Musik mit lähmend langsamen Basswellen und einem fuzzy Gitarrespiel“, die mit gesamplten Naturgeräuschen, Harfenspiel, weiteren teils undefinierbaren Instrumenten und Gesang gepaart wird. „Es regieren fast schon sanfte Klangnebel zwischen Gitarren und Keyboards“. Ergänzt wird dies um den als „heiseres Krächzen“ beschriebenen Gesang der eher als „zusätzliches Instrument als Artikulation“ wahrgenommen wird. Auch das Gitarrenspiel wird phasenweise kaum wahrnehmbar in die Musik eingepflegt. Dominant seien hingegen die Naturgeräusche und der rituelle bis spirituelle Charakter der Musik.

## Diskografie
- 2004: Ashen (Demo, Selbstverlag)
- 2006: Desolate North (Album, Bindrune Recordings)
- 2008: Celestiial/Blood of the Black Owl (Split-EP mit Blood of the Black Owl, Bindrune Recordings)
- 2010: Where Life Springs Eternal (Album, Bindrune Recordings)